# Takayoshi Yamano
Takayoshi Yamano (山野 孝義 Yamano Takayoshi?,  nacido el 5 de abril de 1955 en Osaka) es un exfutbolista japonés que se desempeñaba como defensa.
En 1980, Yamano jugó 2 veces para la Selección de fútbol de Japón.

## Trayectoria

### Clubes
| Club          | País  | Año         |
| ------------- | ----- | ----------- |
| Yanmar Diesel | Japón | 1978 - 1984 |
| Osaka Gas     | Japón | 1985 - 1991 |

### Selección nacional
| Selección | País  | Año  |
| --------- | ----- | ---- |
| Absoluta  | Japón | 1980 |

## Estadística de equipo nacional
| Selección de Japón | Selección de Japón | Selección de Japón |
| Año                | Part.              | Goles              |
| ------------------ | ------------------ | ------------------ |
| 1980               | 2                  | 0                  |
| Total              | 2                  | 0                  |

## Palmarés

### Títulos nacionales
| Título                   | Club          | País  | Año  |
| ------------------------ | ------------- | ----- | ---- |
| Japan Soccer League      | Yanmar Diesel | Japón | 1980 |
| Copa Japan Soccer League | Yanmar Diesel | Japón | 1983 |
| Copa Japan Soccer League | Yanmar Diesel | Japón | 1984 |